# Паредес, Белла
Белла Паредес (исп. Bella Nancy Paredes Arreaga; род. 25 февраля 2002, Эквадор) — эквадорская тяжелоатлетка. Призёр чемпионата мира 2023 года, серебряный призёр Панамериканского чемпионата 2023 года.

## Карьера
В 2022 году на мировом первенстве она завоевала малую бронзовую медаль в рывке в категории до 76 кг, по сумме двоеборья стала пятой с результатом 238 кг. 
В 2023 году на Панамериканском чемпионате в Аргентине, в весовой категории до 76 кг, Паредес завоевала серебряную медаль с общим результатом 237 кг. Обе малые серебряные медали в упражнениях также достались ей. 
В Саудовской Аравии, где состоялся Чемпионат мира по тяжёлой атлетике 2023 года, эквадорская спортсменка в категории до 76 кг завоевала бронзовую медаль чемпионата мира с результатом 240 кг по сумме двух упражнений. Малая бронзовая медаль в толчке также досталась ей.
В декабре 2024 года в Манаме, на чемпионате мира, Белла выступила в весовой категории до 76 кг, где смогла завоевать малую бронзовую медаль в толчке с результатом 136 кг. По сумме двух упражнений она была четвёртой.

## Спортивные результаты
| Год  | Соревнование              | Место проведения       | Весовая категория | Рывок  | Толчок | Сумма двоеборья | Место |
| 2022 | Чемпионат мира            | Богота                 | до 76 кг          | 108 кг | 130 кг | 238 кг          | 5     |
| 2023 | Панамериканский чемпионат | Сан-Карлос-де-Барилоче | до 76 кг          | 105 кг | 132 кг | 237 кг          | 2     |
| 2023 | Чемпионат мира            | Эр-Рияд                | до 71 кг          | 105 кг | 135 кг | 240 кг          | 3     |
| 2024 | Чемпионат мира            | Манама                 | до 76 кг          | 105 кг | 136 кг | 241 кг          | 4     |